# Johann Jacob Mascov
Johann Jacob Mascov (Mascou ou Johannes Jacobus Mascovius), né le 26 novembre 1689 à Dantzig et mort le 21 mai 1761 à Leipzig, est un historien, professeur et jurisconsulte saxon.

## Biographie
Johann Jacob Mascov naît à Dantzig en Prusse orientale le 26 novembre 1689. Il étudie la théologie à Leipzig.
Il est professeur de droit à l'université de Leipzig. Il dirige la Bibliotheca Senatus Lipsiensis (bibliothèque de Leipzig) et en fait un véritable établissement scientifique.
Il est aussi connu sous le nom de famille « Mascou ».

## Œuvres
- Dissertatio juris publici de originibus officiorum aulicorum, 1718 à Halle (seconde édition à Leipzig en 1728)
- Abriß einer Vollständigen Historie Des Römisch-Teutschen Reichs, Bis auf gegenwärtige Zeit, 1738.
- Einleitung zu den Geschichten des Teutschen Reichs bis zum Absterben Kaiser Carls VI. Leipzig: Breitkopf, 1763.